# Philip Short (Biograph)
Philip Short (geb. 1945 in Bristol) ist ein britischer Journalist, Auslandskorrespondent
und Biograph.
Er wurde in Bristol geboren. Er studierte am Queens’ College, Cambridge, und arbeitete später langjährig als Korrespondent für die BBC in Moskau, Washington und anderen Hauptstädten.
Er ist Autor mehrerer Bücher, unter anderem der Biographien von Hastings Banda, Mao Zedong, Pol Pot, François Mitterrand und Wladimir Putin.

## Publikationen
- The Dragon and the Bear: Inside China and Russia Today (1982).
- Mao: A Life (1999).
- Pol Pot: History of a Nightmare (2005). Published in the U.S. as Pol Pot: Anatomy of a Nightmare (2006).
- Mitterrand: A Study in Ambiguity (2013). Published in the U.S. as A Taste for Intrigue: The Multiple Lives of François Mitterrand (2014).
- Mao: The Man Who Made China (2017).
- Putin: His Life and Times. Published in the U.S. as Putin (2022).[3]